# Мария Тереза де Бурбон (1791—1794)
Мария Тереза Филиппина де Бурбон (исп. María Teresa Felipina de Borbón; 16 февраля 1791, Аранхуэс, Испания — 2 ноября 1794, Эль-Эскориаль, Испания) — испанская инфанта, дочь Карла IV и Марии Луизы Пармской.
Родилась 16 февраля 1791 года в королевском дворце в Аранхуэсе. Была шестой дочерью Карла VI. Мужьям и потомкам двух кормилиц инфанты Карл IV пожаловал привилегию дворянства. 
Мария Тереза была представлена министрам и грандам. Её крестил кардинал Антонио Сентменат-и-Кастелья, а крёстным отцом стал принц Фердинанд (впоследствии король Фердинанд VII), представлявший брата королевы, герцога Фердинанда I. 
Была награждена орденом Королевы Марии Луизы, учреждённым незадолго до этого
Мария Тереза умерла от оспы 2 ноября 1794 года в возрасте трёх лет. Похоронена в пантеоне монастыря Эскориал. 
Смерть Марии Терезы стала одной из предпосылок экспедиции Бальмиса, организованной для распространения вакцины в заморских владениях Испанской империи. 